# Teremia Mare
Teremia Mare (in ungherese Máriafölde, in tedesco Marienfeld o Grossteremin) è un comune della Romania di 4361 abitanti, ubicato nel distretto di Timiș, nella regione storica del Banato. 
Il comune è formato dall'unione di 3 villaggi: Nerău, Teremia Mare, Teremia Mică.
L'esistenza della località è registrata per la prima volta, con il nome Villa Therimthelwk, in un documento risalente al 1257.